# Nico van der Voet
Nicolaas Marcus ("Nico") van der Voet (Wassenaar, 13 maart 1944) is een voormalig Nederlands waterpolospeler.
Van der Voet nam tweemaal deel aan de Olympische Spelen, in 1964 en 1968. In 1964 behaalde hij met het team de zesde plaats en vier jaar later de zevende.
Jan Bultman · 
Fred van Dorp · 
Henk Hermsen · 
Ben Kniest · 
Bram Leenards · 
Hans Muller · 
Wim van Spingelen · 
Nico van der Voet · 
Harry Vriend · 
Wim Vriend · 
Gerrit Wormgoor
Bart Bongers · 
Fred van Dorp · 
Loet Geutjes · 
André Hermsen · 
Wim Hermsen · 
Hans Hoogveld · 
Evert Kroon · 
Ad Moolhuijzen · 
Hans Parrel · 
Nico van der Voet · 
Feike de Vries · 
Hans Wouda